# Idridgehay
Idridgehay est un village situé dans le comté de Derbyshire, en Angleterre.